# 慶祝競走
慶祝競走（けいしゅくきょうそう）、奉祝競走（ほうしゅくきょうそう）とは、日本の競馬において、皇室の慶事があった周辺の競馬開催日に、それらを慶祝、奉祝するために、日本中央競馬会（JRA）が設定するものである。

## 概要
皇室の慶事があった日の、周辺の競馬開催日のメインレース（第11競走）に「○○○○（出来事）慶祝（奉祝）□□□□□(レース名)」と通常のレース名に追加された名称で、施行される。

## その他の慶祝（奉祝）行事

### 2019年
2月24日の天皇明仁在位30年を慶祝した競馬開催では、JRAの全ての競馬場、一部を除くウインズ・エクセルにて、在位30年慶祝に関連して、「天皇・皇后が行幸啓した東京競馬場、馬事公苑での様子」「天皇賞と中山記念を制した平成の優駿たち」「平成の天皇賞（春・秋）優勝馬紹介」が掲載された特別版のレーシングプログラムが配布された。
10月27日の新天皇徳仁即位を慶祝した競馬開催では、JRAの全ての競馬場、一部を除くウインズ・エクセル、競馬博物館にて、「天皇陛下御即位慶祝メモリアルブック」が配布される。「皇室と競馬の繋がり」「天皇賞の歴史」が掲載される。

## 過去の慶祝（奉祝）競走
| 施行年 | 出来事   | 出来事                               | 種類 | 施行日   | 曜日 | 競馬場 | 競走数   | 格  | 競走名                                     | 優勝馬 | 優勝馬 | 優勝馬             | 優勝騎手   | 優勝調教師 | 優勝馬主             | 2,3着 | 2,3着 | 2,3着 | 2,3着              | 2,3着    | 備考                             | 引用          |
| 施行年 | 出来事   | 出来事                               | 種類 | 施行日   | 曜日 | 競馬場 | 競走数   | 格  | 競走名                                     | 枠番   | 馬番   | 馬名               | 優勝騎手   | 優勝調教師 | 優勝馬主             | 着順  | 枠番  | 馬番  | 馬名               | 騎手     | 備考                             | 引用          |
| ------ | -------- | ------------------------------------ | ---- | -------- | ---- | ------ | -------- | --- | ------------------------------------------ | ------ | ------ | ------------------ | ---------- | ---------- | -------------------- | ----- | ----- | ----- | ------------------ | -------- | -------------------------------- | ------------- |
| 1993年 | 6月9日   | 皇太子徳仁親王と小和田雅子の結婚の儀 | 奉祝 | 5月30日  | 日   | 東京   | 第9競走  | GI  | 皇太子殿下御成婚奉祝 第60回東京優駿        | 5      | 10     | ウイニングチケット | 柴田政人   | 伊藤雄二   | 太田美實             | 2着   | 4     | 7     | ビワハヤヒデ       | 岡部幸雄 | 東京優駿当日の開催は第10競走まで | [ 4 ]         |
| 1993年 | 6月9日   | 皇太子徳仁親王と小和田雅子の結婚の儀 | 奉祝 | 5月30日  | 日   | 東京   | 第9競走  | GI  | 皇太子殿下御成婚奉祝 第60回東京優駿        | 5      | 10     | ウイニングチケット | 柴田政人   | 伊藤雄二   | 太田美實             | 3着   | 1     | 1     | ナリタタイシン     | 武豊     | 東京優駿当日の開催は第10競走まで | [ 4 ]         |
| 1993年 | 6月9日   | 皇太子徳仁親王と小和田雅子の結婚の儀 | 奉祝 | 6月13日  | 日   | 阪神   | 第10競走 | GI  | 皇太子殿下御成婚奉祝 第34回宝塚記念        | 6      | 6      | メジロマックイーン | 武豊       | 池江泰郎   | メジロ商事（株）     | 2着   | 2     | 2     | イクノディクタス   | 村本善之 |                                  | [ 5 ]         |
| 1993年 | 6月9日   | 皇太子徳仁親王と小和田雅子の結婚の儀 | 奉祝 | 6月13日  | 日   | 阪神   | 第10競走 | GI  | 皇太子殿下御成婚奉祝 第34回宝塚記念        | 6      | 6      | メジロマックイーン | 武豊       | 池江泰郎   | メジロ商事（株）     | 3着   | 1     | 1     | オースミロッチ     | 松本達也 |                                  | [ 5 ]         |
| 2001年 | 12月1日  | 敬宮愛子内親王の誕生                 | 慶祝 | 12月23日 | 日   | 中山   | 第9競走  | GI  | 敬宮愛子内親王殿下誕生慶祝 第46回有馬記念  | 4      | 4      | マンハッタンカフェ | 蛯名正義   | 小島太     | 西川清               | 2着   | 1     | 1     | アメリカンボス     | 江田照男 | 有馬記念当日の開催は第10競走まで | [ 7 ] [ 8 ]   |
| 2001年 | 12月1日  | 敬宮愛子内親王の誕生                 | 慶祝 | 12月23日 | 日   | 中山   | 第9競走  | GI  | 敬宮愛子内親王殿下誕生慶祝 第46回有馬記念  | 4      | 4      | マンハッタンカフェ | 蛯名正義   | 小島太     | 西川清               | 3着   | 2     | 2     | トゥザヴィクトリー | 武豊     | 有馬記念当日の開催は第10競走まで | [ 7 ] [ 8 ]   |
| 2006年 | 9月6日   | 悠仁親王の誕生                       | 慶祝 | 10月29日 | 日   | 東京   | 第11競走 | GI  | 悠仁親王殿下御誕生慶祝 第134回天皇賞（秋） | 7      | 14     | ダイワメジャー     | 安藤勝己   | 上原博之   | 大城敬三             | 2着   | 5     | 10    | スウィフトカレント | 横山典弘 |                                  | [ 9 ]         |
| 2006年 | 9月6日   | 悠仁親王の誕生                       | 慶祝 | 10月29日 | 日   | 東京   | 第11競走 | GI  | 悠仁親王殿下御誕生慶祝 第134回天皇賞（秋） | 7      | 14     | ダイワメジャー     | 安藤勝己   | 上原博之   | 大城敬三             | 3着   | 8     | 15    | アドマイヤムーン   | 武豊     |                                  | [ 9 ]         |
| 2019年 | 2月24日  | 天皇陛下御在位三十年記念式典         | 慶祝 | 2月24日  | 日   | 中山   | 第11競走 | GII | 天皇陛下御在位30年慶祝 第93回中山記念      | 1      | 1      | ウインブライト     | 松岡正海   | 畠山吉宏   | （株）ウイン         | 2着   | 3     | 3     | ラッキーライラック | 石橋脩   |                                  | [ 10 ] [ 11 ] |
| 2019年 | 2月24日  | 天皇陛下御在位三十年記念式典         | 慶祝 | 2月24日  | 日   | 中山   | 第11競走 | GII | 天皇陛下御在位30年慶祝 第93回中山記念      | 1      | 1      | ウインブライト     | 松岡正海   | 畠山吉宏   | （株）ウイン         | 3着   | 6     | 7     | ステルヴィオ       | 丸山元気 |                                  | [ 10 ] [ 11 ] |
| 2019年 | 10月22日 | 令和の即位礼正殿の儀                 | 慶祝 | 10月27日 | 日   | 東京   | 第11競走 | GI  | 天皇陛下御即位慶祝 第160回天皇賞（秋）     | 1      | 2      | アーモンドアイ     | C.ルメール | 国枝栄     | (有)シルクレーシング | 2着   | 5     | 9     | ダノンプレミアム   | 川田将雅 |                                  | [ 12 ] [ 13 ] |
| 2019年 | 10月22日 | 令和の即位礼正殿の儀                 | 慶祝 | 10月27日 | 日   | 東京   | 第11競走 | GI  | 天皇陛下御即位慶祝 第160回天皇賞（秋）     | 1      | 2      | アーモンドアイ     | C.ルメール | 国枝栄     | (有)シルクレーシング | 3着   | 3     | 5     | アエロリット       | 戸崎圭太 |                                  | [ 12 ] [ 13 ] |